# Românești (okręg Botoszany)
Românești – wieś w Rumunii, w okręgu Botoszany, w gminie Românești. W 2011 roku liczyła 1394 mieszkańców.